# Dudley Nichols
Dudley Nichols (Wapakoneta, 6 april 1895 – Hollywood, 4 januari 1960) was een Amerikaans scenarioschrijver en regisseur.

## Levensloop
Nichols werkte eerst als verslaggever in New York, voordat hij begin jaren 30 naar Hollywood verhuisde. Daar werd hij al spoedig een veelgevraagd scenarist. Door zijn samenwerking met de regisseur John Ford kreeg de western vaste voet als een van de populairste genres in de Amerikaanse film. In de jaren 30 en 40 bereikte zijn loopbaan een hoogtepunt. Hij werd vier keer genomineerd voor een Oscar en won de prijs in 1936 voor de dramafilm The Informer. Door een meningsverschil met de filmacademie weigerde hij de prijs als eerste winnaar in de geschiedenis van de Oscar. Hij accepteerde de prijs pas tijdens de Oscarceremonie van 1938. In 1954 werd hij door de Writers Guild of America onderscheiden met een prijs voor zijn gehele oeuvre.

## Filmografie

### Als regisseur
- 1944: Government Girl
- 1946: Sister Kenny
- 1947: Mourning Becomes Electra

### Als scenarioschrijver
- 1930: Men Without Women
- 1930: Born Reckless
- 1930: On the Level
- 1930: One Mad Kiss
- 1930: A Devil with Women
- 1931: Not Exactly Gentlemen
- 1931: Seas Beneath
- 1931: A Connecticut Yankee
- 1931: Hush Money
- 1931: Skyline
- 1931: Reckless Living
- 1931: The Black Camel
- 1932: She Wanted a Millionaire
- 1932: While Paris Sleeps
- 1932: This Sporting Age
- 1933: Robbers Roost
- 1933: The Man Who Dared
- 1933: Pilgrimage
- 1933: Hot Pepper
- 1934: Frontier Marshal
- 1934: You Can't Buy Everything
- 1934: Ever Since Eve
- 1934: The Lost Patrol
- 1934: Hold That Girl
- 1934: Call It Luck
- 1934: Wild Gold
- 1934: Grand Canary
- 1934: Judge Priest
- 1935: Mystery Woman
- 1935: Life Begins at 40
- 1935: The Informer
- 1935: The Arizonian
- 1935: She
- 1935: Steamboat Round the Bend
- 1935: The Crusades
- 1935: The Three Musketeers
- 1936: Mary of Scotland
- 1937: The Plough and the Stars
- 1937: The Toast of New York
- 1937: The Hurricane
- 1938: Bringing Up Baby
- 1938: Carefree
- 1939: Gunga Din
- 1939: Stagecoach
- 1939: The 400 Million
- 1940: The Long Voyage Home
- 1941: Man Hunt
- 1941: Swamp Water
- 1942: The Battle of Midway
- 1943: Air Force
- 1943: This Land Is Mine
- 1943: Mr. Lucky
- 1943: For Whom the Bell Tolls
- 1944: It Happened Tomorrow
- 1945: And Then There Were None
- 1945: The Bells of St. Mary's
- 1945: Scarlet Street
- 1947: The Fugitive
- 1949: Pinky
- 1951: Rawhide
- 1952: Return of the Texan
- 1952: The Big Sky
- 1954: Prince Valiant
- 1956: Run for the Sun
- 1957: The Tin Star
- 1959: The Hangman
- 1960: Heller in Pink Tights